# Альфредо Фогель
Альфредо Фогель (ісп. Alfredo Fogel, 11 лютого 1919, Росаріо — 1991) — аргентинський футболіст, що грав на позиції півзахисника і захисника за «Росаріо Сентраль».

## Клубна кар'єра
Народився 11 лютого 1919 року в місті Росаріо. Вихованець футбольної школи місцевого «Росаріо Сентраль». Дорослу футбольну кар'єру розпочав 1939 року в основній команді того ж клубу, кольори якої і захищав протягом усієї своєї кар'єри гравця, що тривала шістнадцять років. За цей час взяв участь у 326 іграх аргентинської першості, забивши шість голів.

## Виступи за збірну
1945 року був включений до заявки національної збірної Аргентини на тогорічний чемпіонат Південної Америки в Чилі, за результатами якого аргентинці усьоме в історії стали континентальними чемпіонами. Сам Фогель на поле в іграх турніру не виходив, програвши конкуренцію на позиції представнику «Сан-Лоренсо» Бартоломе Коломбо.

## Титули і досягнення
- Переможець чемпіонату Південної Америки (1):

Аргентина: 1945